# Iglesia de San Antolín (Toques)
La Iglesia de San Antolín de Toques es una iglesia prerrománica situada en la parroquia de Santa María da Capela, en el municipio coruñés de Toques, Galicia. Originalmente, este edificio fue un templo monacal, y conserva diversos elementos prerrománicos en distintos lugares de su construcción. Del antiguo monasterio benedictino, posiblemente fundado en el siglo X, tan sólo se conserva el templo, que consta de una planta de nave única.
Se trata de uno de los edificios galaicos más complejos de la época de la Edad Media. Fue declarado Bien de Interés Cultural con categoría de Monumento Histórico y Zona Arqueológica por el Decreto 192/1984, de 10 de junio.

## Historia
Este monasterio está considerado por diversos expertos como uno de los más antiguos de Galicia.
Se trata de la primera prueba de la llega de la Orden Benedictina a Galicia, ya que en un primer documento, con fecha de 1067, se hace referencia a San Benito y a la aplicación de la regla benedictina. En 1077, Alfonso VI de León hace una concesión a este monasterio en la que vuelve a aparecer sub regula beati Benedicti, lo que confirma el dato del anterior documento.
Este pequeño monasterio fue apoyado por medio de generosas donaciones por parte del rey gallego, Don García en el año 1067. Desde estos primeros documentos, poco más se conoce de su historia hasta la época de la desamortización. Tras la expulsión de los benedictinos, se instaló en las dependencias del monasterio, en el año 1843, una fábrica de clavos, promovida por industriales franceses.
Actualmente es la iglesia parroquial de Santa María da Capela. Ha sido restaurada recientemente recuperando los frescos de su interior del siglo XV ocultos por una capa de estuco y pintura azul. El Calvario, conjunto de tres tallas de madera policromadas tardo-románicas del siglo XII ha sido devuelto al lugar que le correspondía como figuras principales dentro de la iglesia.

## Galería de imágenes

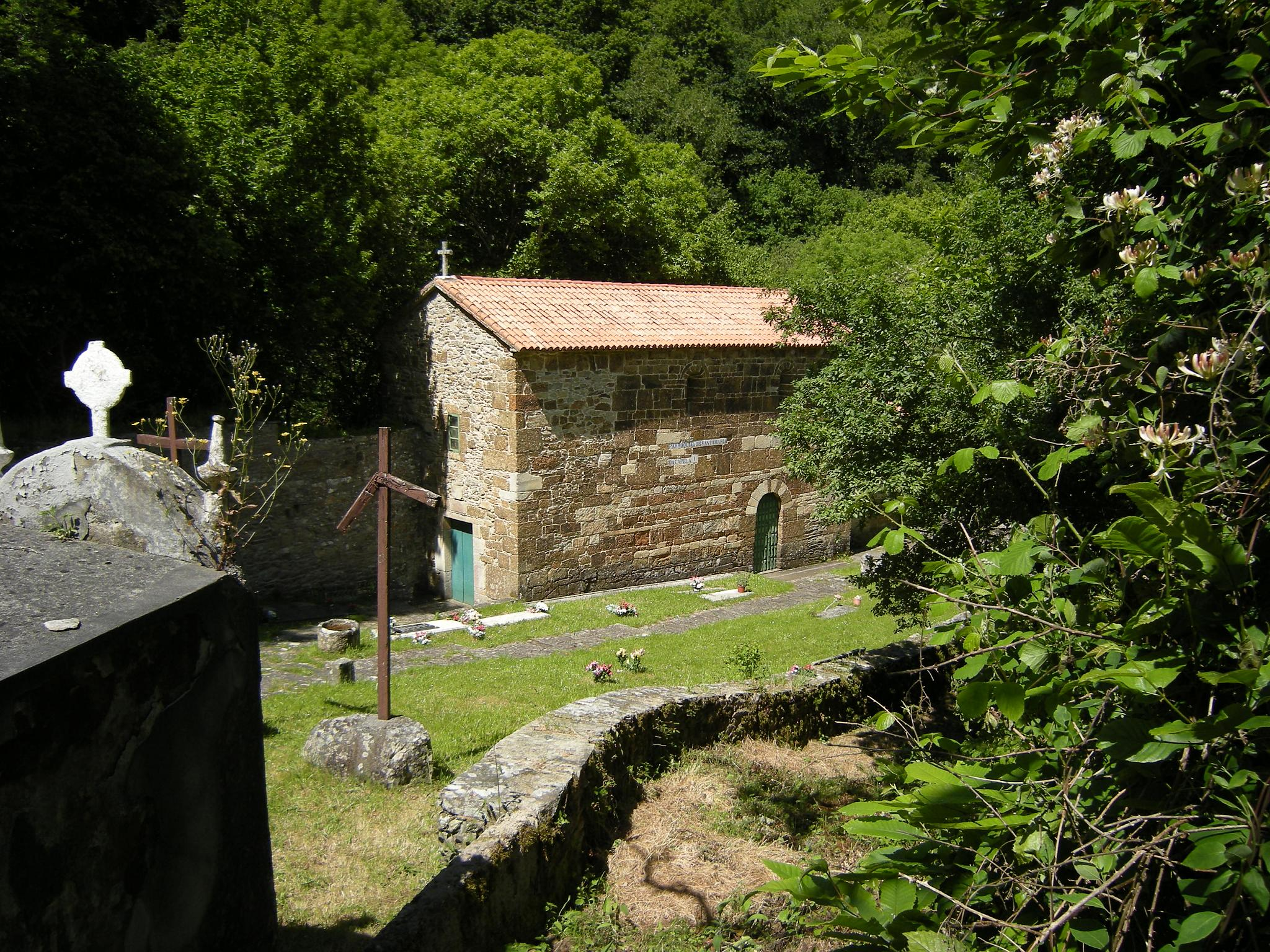
Vista del conjunto.
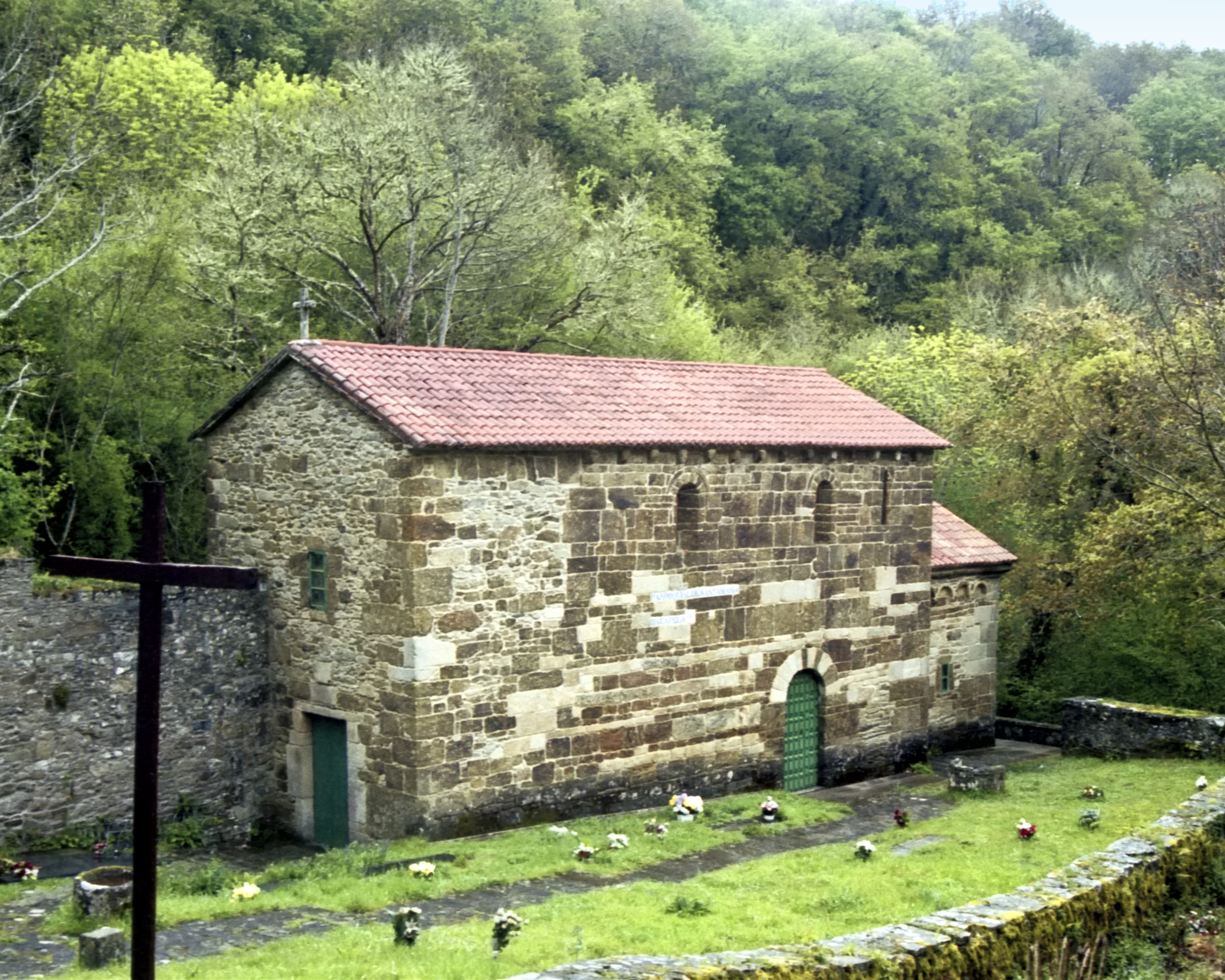
Fachada sur.
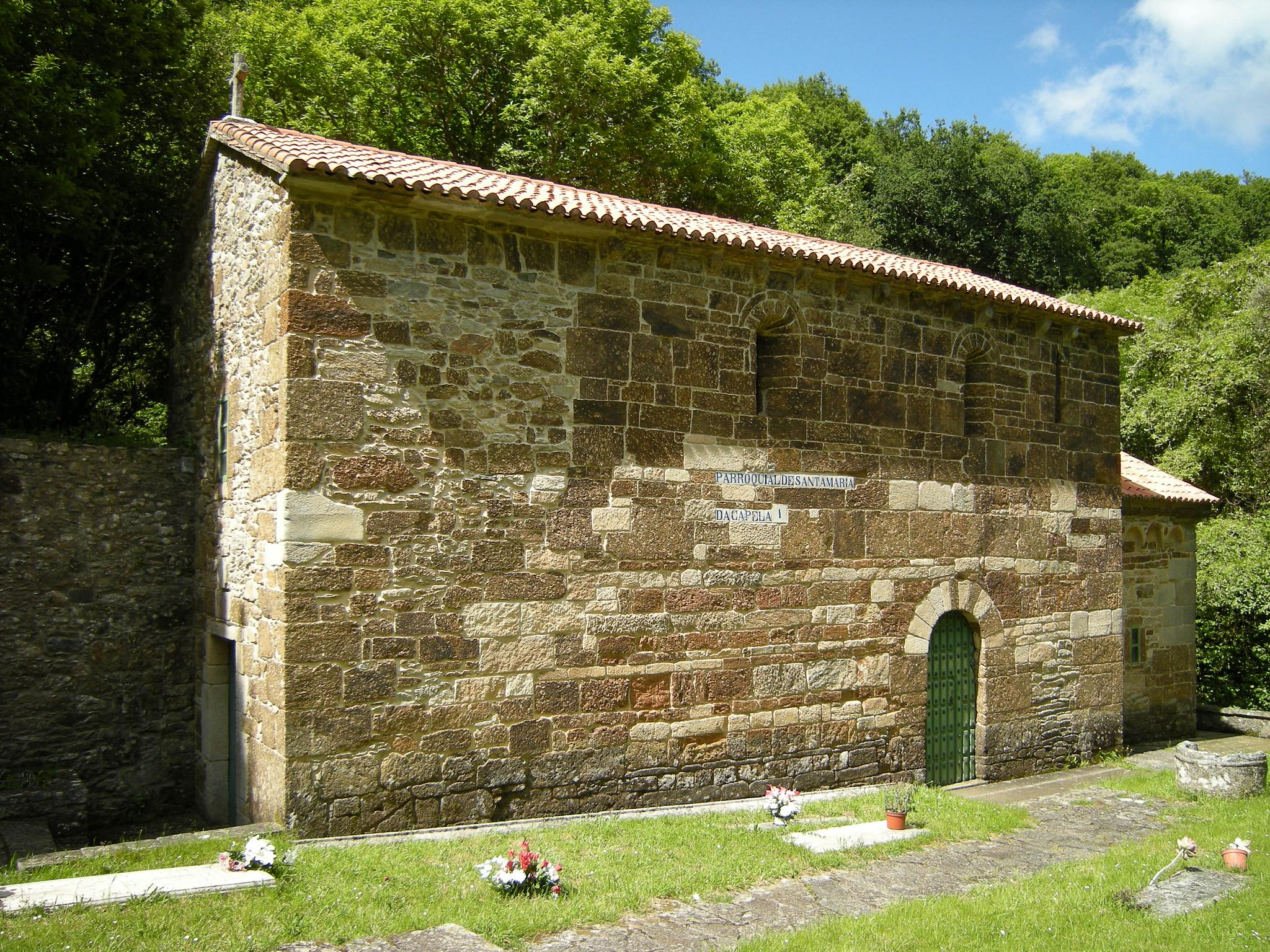
Fachada sur.
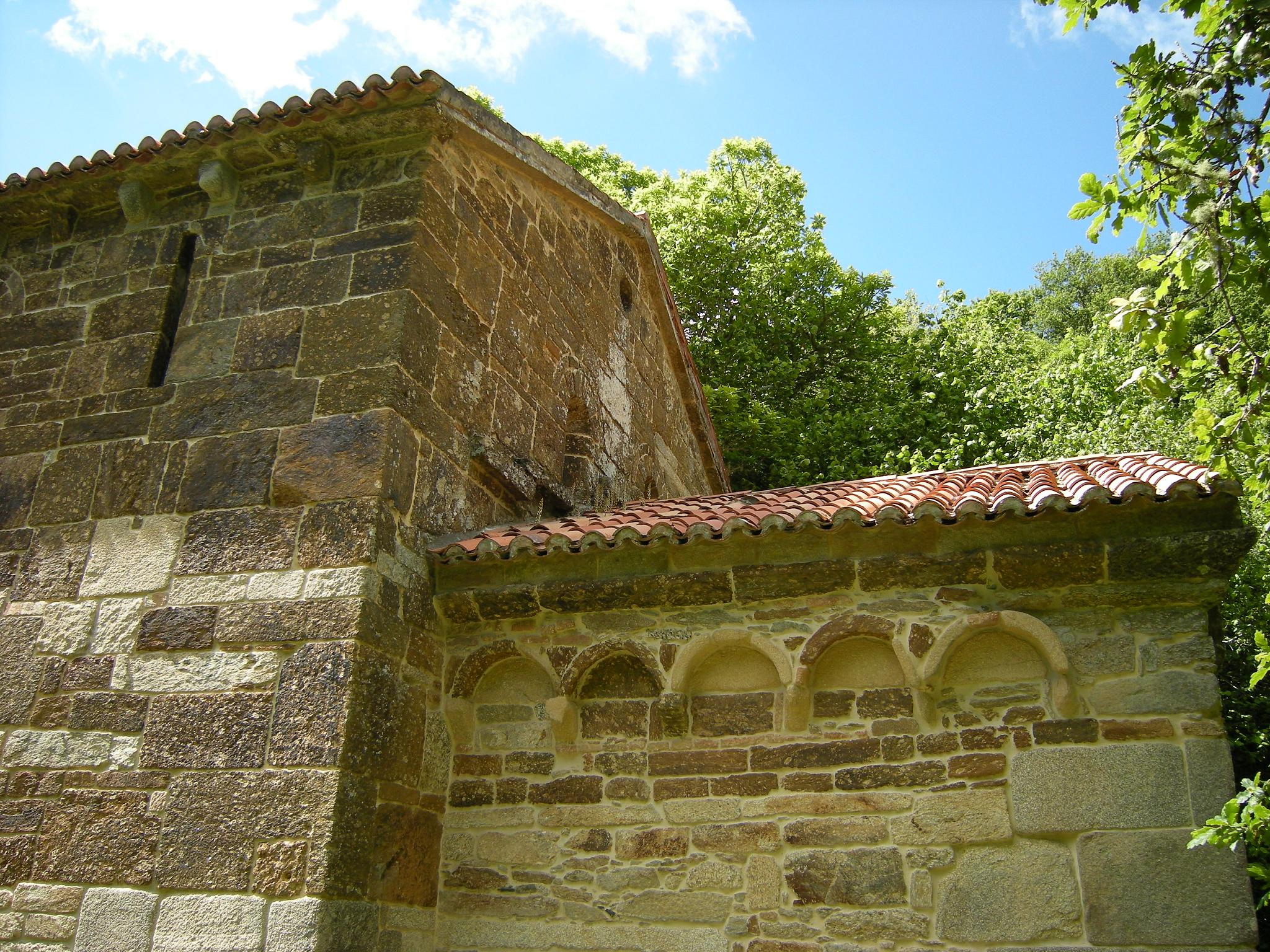
Detalle del ábside.
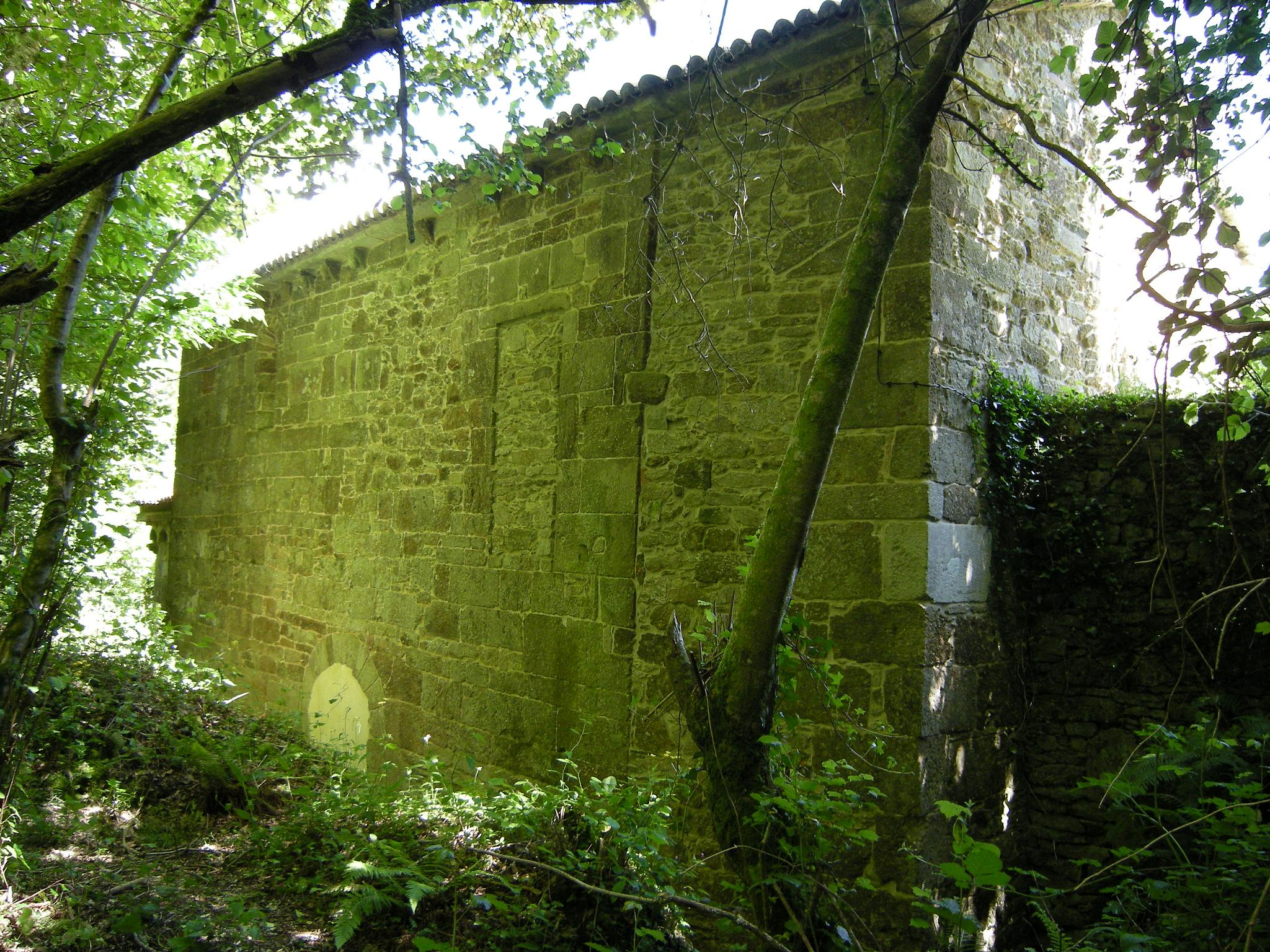
Fachada norte.
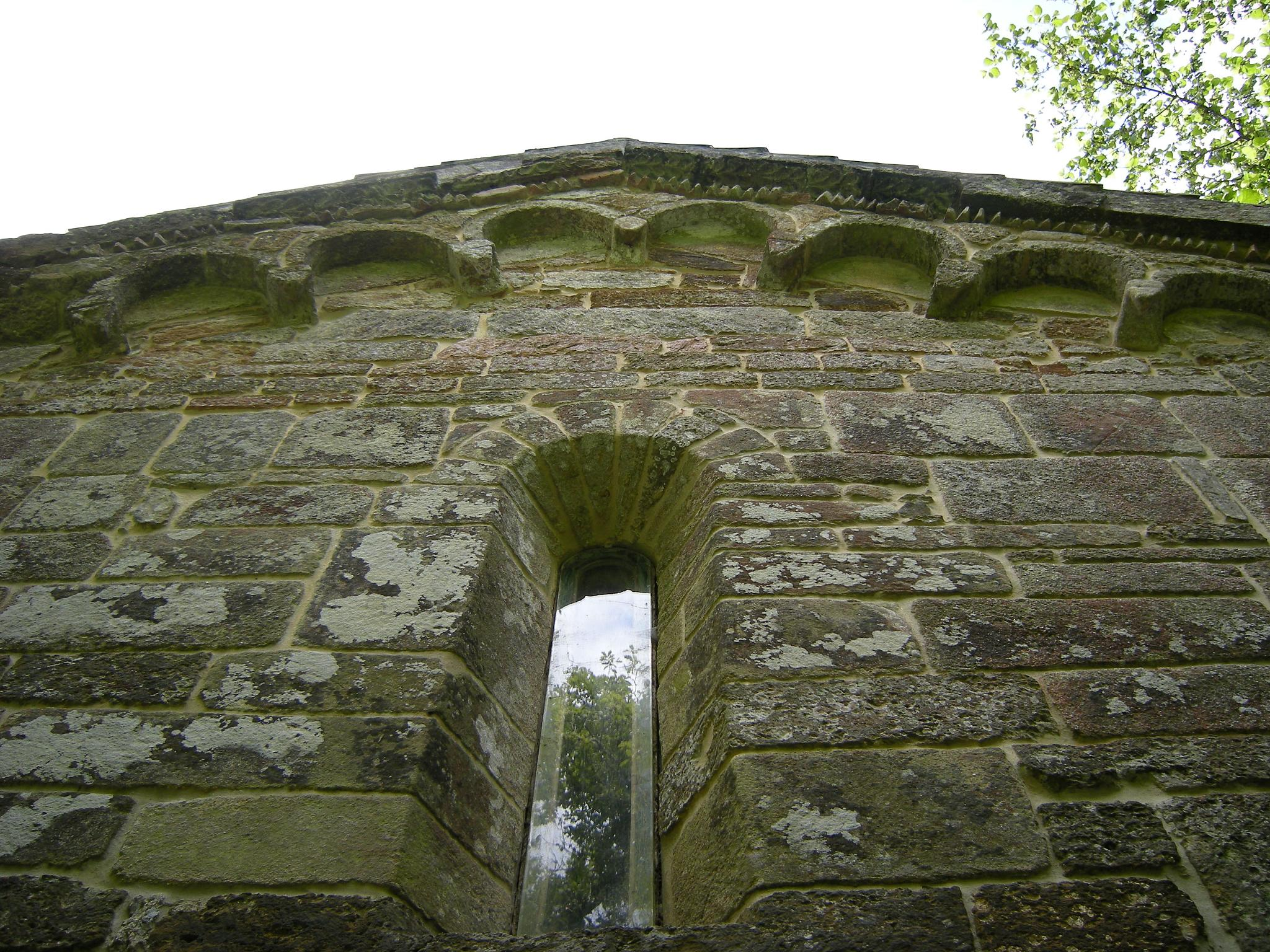
Detalle del muro.
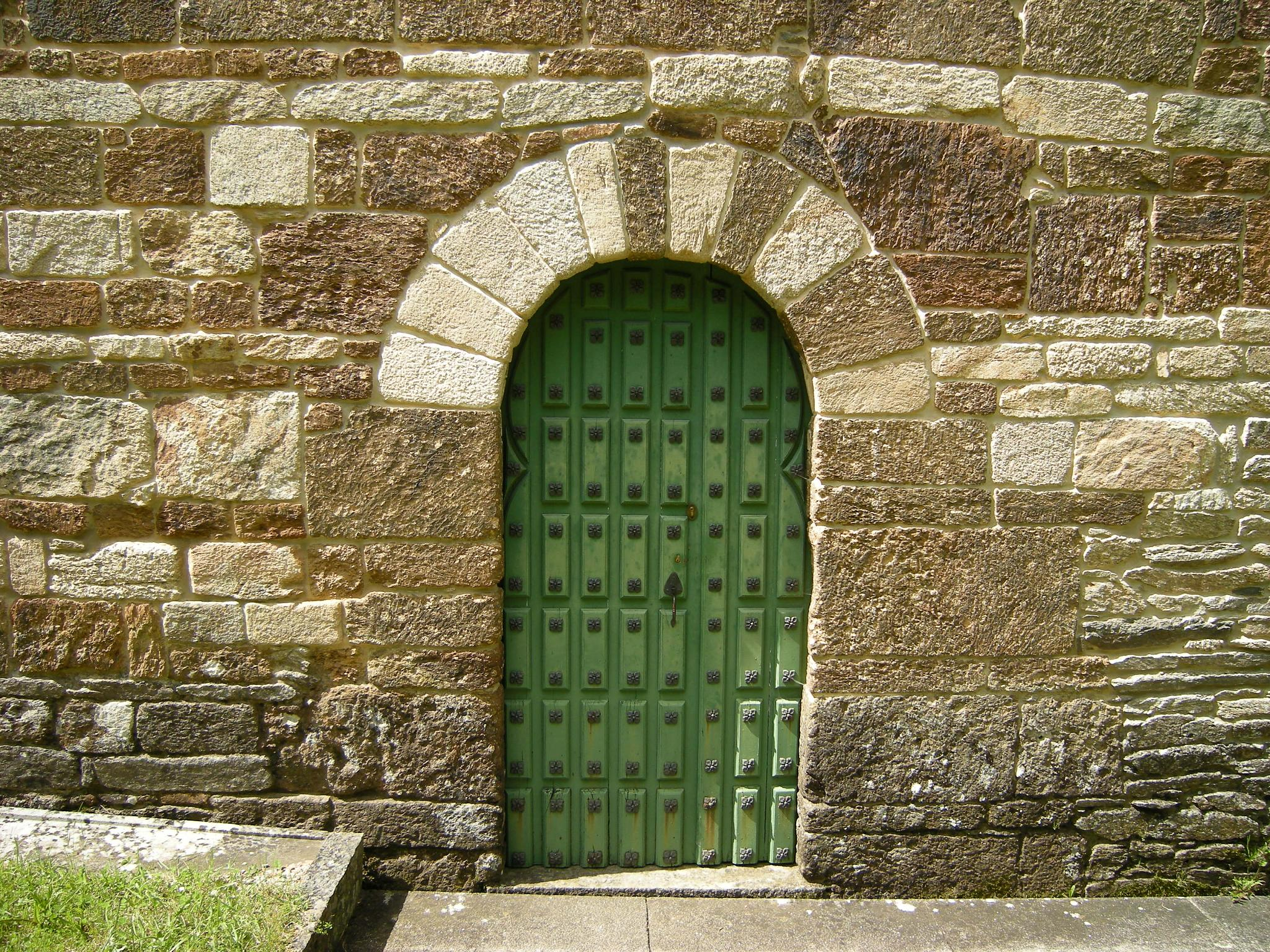
Puerta sur.
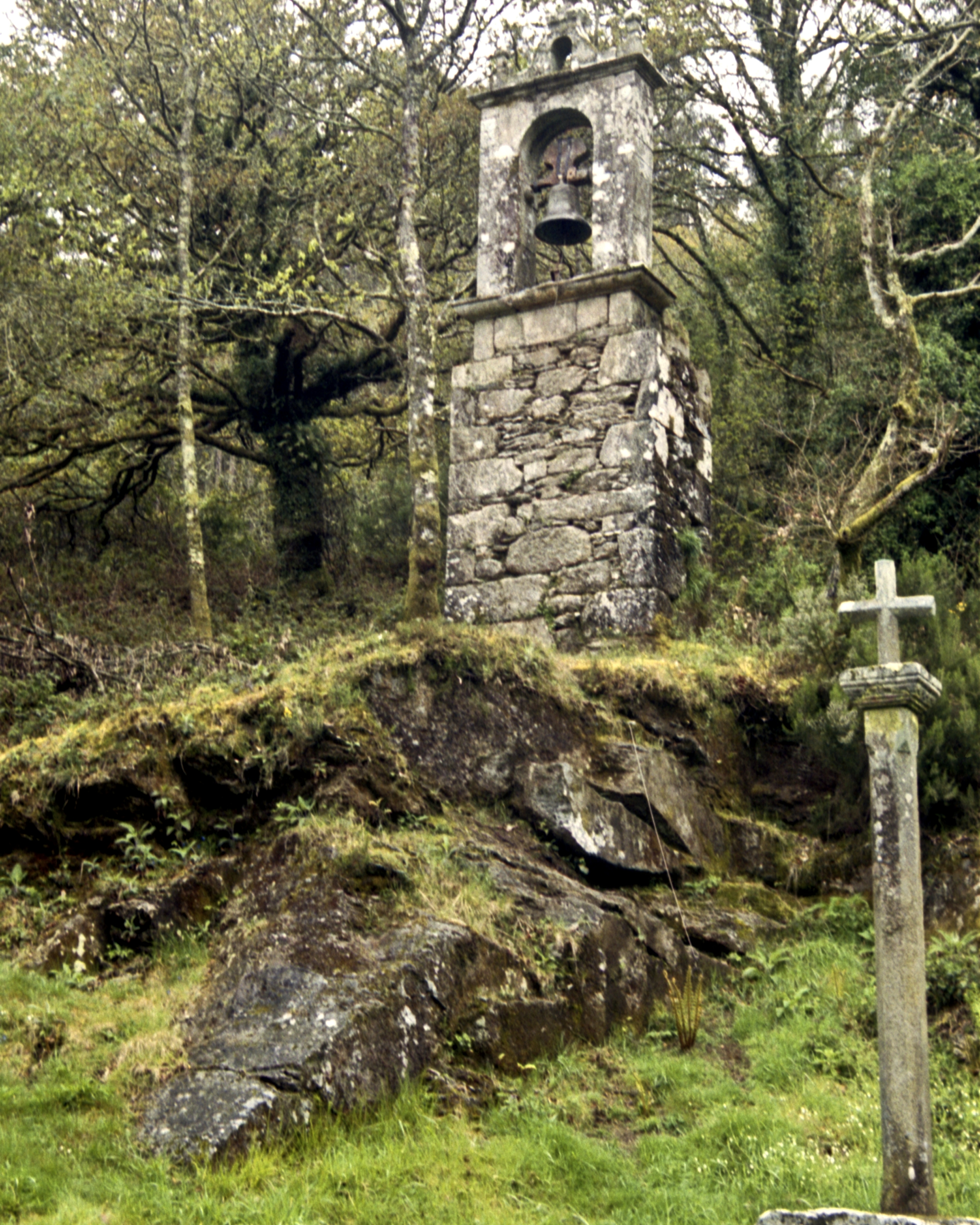
Campanario.
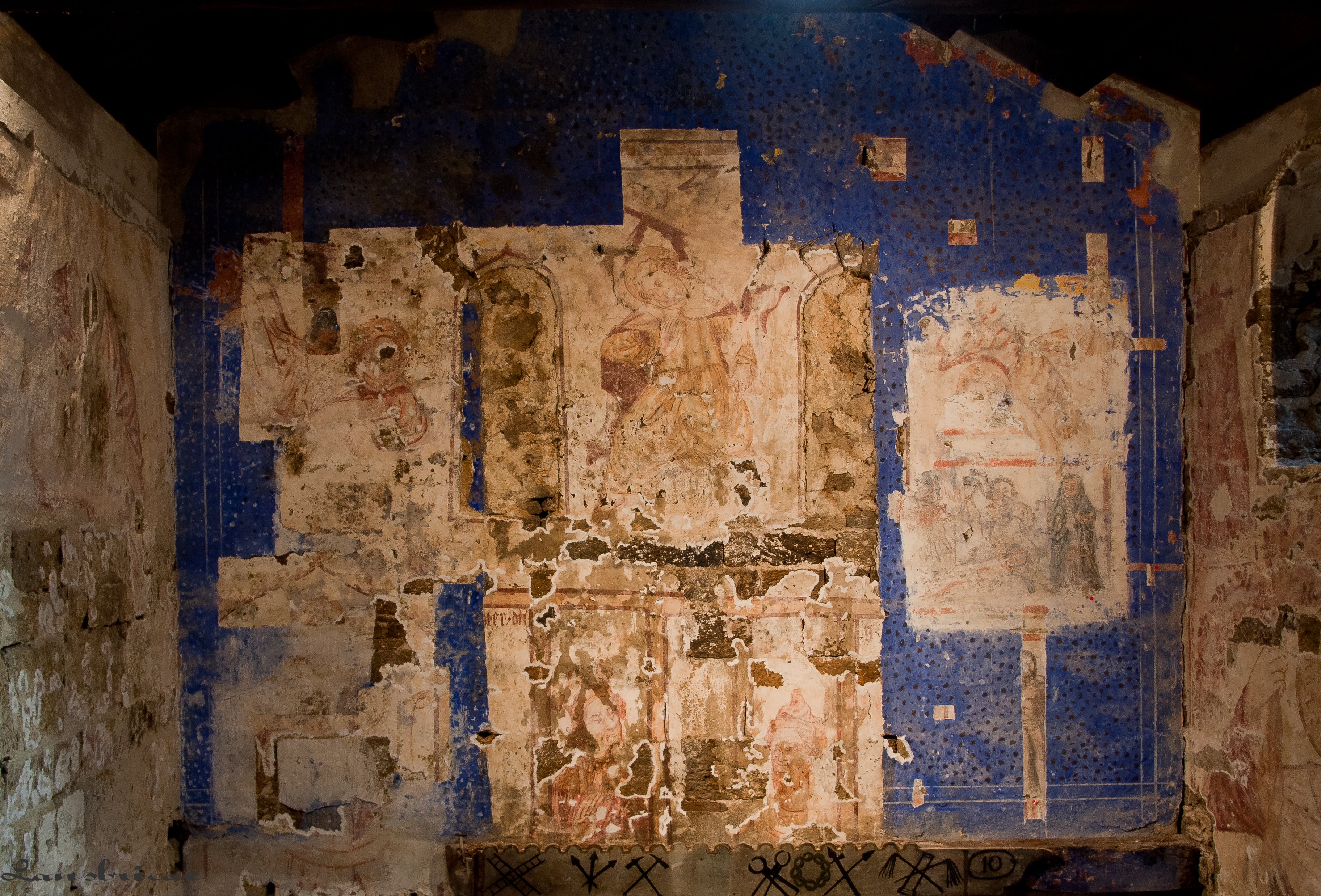
Pinturas en el muro del altar.